# 譚凱勻
譚凱勻（英語：Jennifer Tam，1996年5月27日—），澳洲女子羽毛球運動員。

## 簡歷
2015年2月，譚凱勻代表澳洲參加在新西蘭奧克蘭舉行的大洋洲羽毛球錦標賽，與Talia Saunders合作拿得女子雙打比賽亞軍。

## 主要比賽成績
只列出曾進入準決賽的國際賽事成績：
| 年份   | 賽事                         | 公開賽級別 | 項目     | 拍檔           | 成績   |
| ------ | ---------------------------- | ---------- | -------- | -------------- | ------ |
| 2015年 | 大洋洲羽毛球錦標賽           | 其他       | 女子單打 | －             | 季軍   |
| 2015年 | 大洋洲羽毛球錦標賽           | 其他       | 女子雙打 | Talia Saunders | 亞軍   |
| 2015年 | 瑪利拜朗羽毛球國際賽         | 國際系列賽 | 女子雙打 | Alice Wu       | 準決賽 |
| 2016年 | 大洋洲羽毛球男女子團體錦標賽 | 其他       | 女子團體 | －             | 冠軍   |
| 2016年 | 懷卡托羽毛球國際賽           | 未來系列賽 | 女子雙打 | 何羨儒         | 冠軍   |
| 2016年 | 大溪地羽毛球國際挑戰賽       | 國際挑戰賽 | 女子雙打 | 何羨儒         | 準決賽 |
| 2016年 | 大洋洲羽毛球錦標賽           | 其他       | 女子單打 | －             | 季軍   |
| 2016年 | 大洋洲羽毛球錦標賽           | 其他       | 女子雙打 | 何羨儒         | 冠軍   |
| 2017年 | 努美阿羽毛球國際賽           | 國際系列賽 | 女子單打 | －             | 準決賽 |
| 2017年 | 大洋洲羽毛球錦標賽           | 其他       | 女子單打 | －             | 季軍   |
| 2018年 | 北港羽毛球國際賽             | 未來系列賽 | 女子單打 | －             | 準決賽 |
| 2018年 | 北港羽毛球國際賽             | 未來系列賽 | 混合雙打 | Tang Huaidong  | 準決賽 |
| 2018年 | 大洋洲羽毛球男女子團體錦標賽 | 其他       | 女子團體 | －             | 冠軍   |

| 2007-2017年 | 首要超級賽 | 超級賽 | 黃金大獎賽 | 大獎賽 | 國際挑戰賽 | 國際系列賽 | 未來系列賽 | 其他 |

| 2018-2026年 | 總決賽 | 超級1000賽 | 超級750賽 | 超級500賽 | 超級300賽 | 超級100賽 | 國際挑戰賽 | 國際系列賽 | 未來系列賽 | 其他 |